# 上与那原寛和
上与那原 寛和（上與那原 寛和、うえよなばる ひろかず、 1971年3月22日 - ）は、沖縄県沖縄市出身の車いすレース選手。

## 経歴
建設会社に務めていた2000年にバイクに乗って帰宅していた途中に乗用車と接触し跳ね飛ばされ首を骨折し頸椎を損傷、足が動かなくなり、手にも麻痺が残った。
その後は知人に誘われてリハビリとして車いすマラソンに誘われて参加。2003年には初の大会となる、ぎのわん車いすマラソン大会に出場。2006年には大分国際車いすマラソンのハーフマラソン部門で優勝を果たし、大会新記録を樹立。2007年の長野車いすマラソン大会のハーフマラソンでは日本記録を更新し、同年の大分国際車いすマラソン大会のフルマラソンでも当時の日本記録を樹立した。2008年の長野車いすマラソン大会ではハーフマラソンの日本記録をさらに更新し、日本パラリンピック委員会より北京パラリンピックへの出場が内定した。
北京オリンピックでは200m、400m、800m、マラソンに出場しており、200m、400mで6位、800mでは自己ベストを5秒記録する走りだったものの4位でメダルには届かなかった（この種目の金メダリストは伊藤智也、銀メダリストは高田稔浩でともに日本の選手であった）。しかし最後の種目となったマラソンでは40キロ過ぎよりスパートをかけて1時間40分10秒の世界記録を3分半ほど更新する記録であったが、オーストリアのトーマス・ガイアシュペヘラーにわずか3秒及ばずに銀メダルを獲得した。帰国後には仲井眞弘多沖縄県知事より県民栄誉賞を授与された。沖縄県民名誉賞が授与されたのは1999年に沖縄尚学高等学校が第71回選抜高等学校野球大会で沖縄県勢初となる優勝を果たして送られて以来の2度目であった。
リオデジャネイロパラリンピックでは100m、400m、1500mに出場、100mでは予選6位で予選敗退、400mでは予選1組を4位で決勝に通過、決勝は6位に終わった、1500mでは4位になった。